# Björntråd

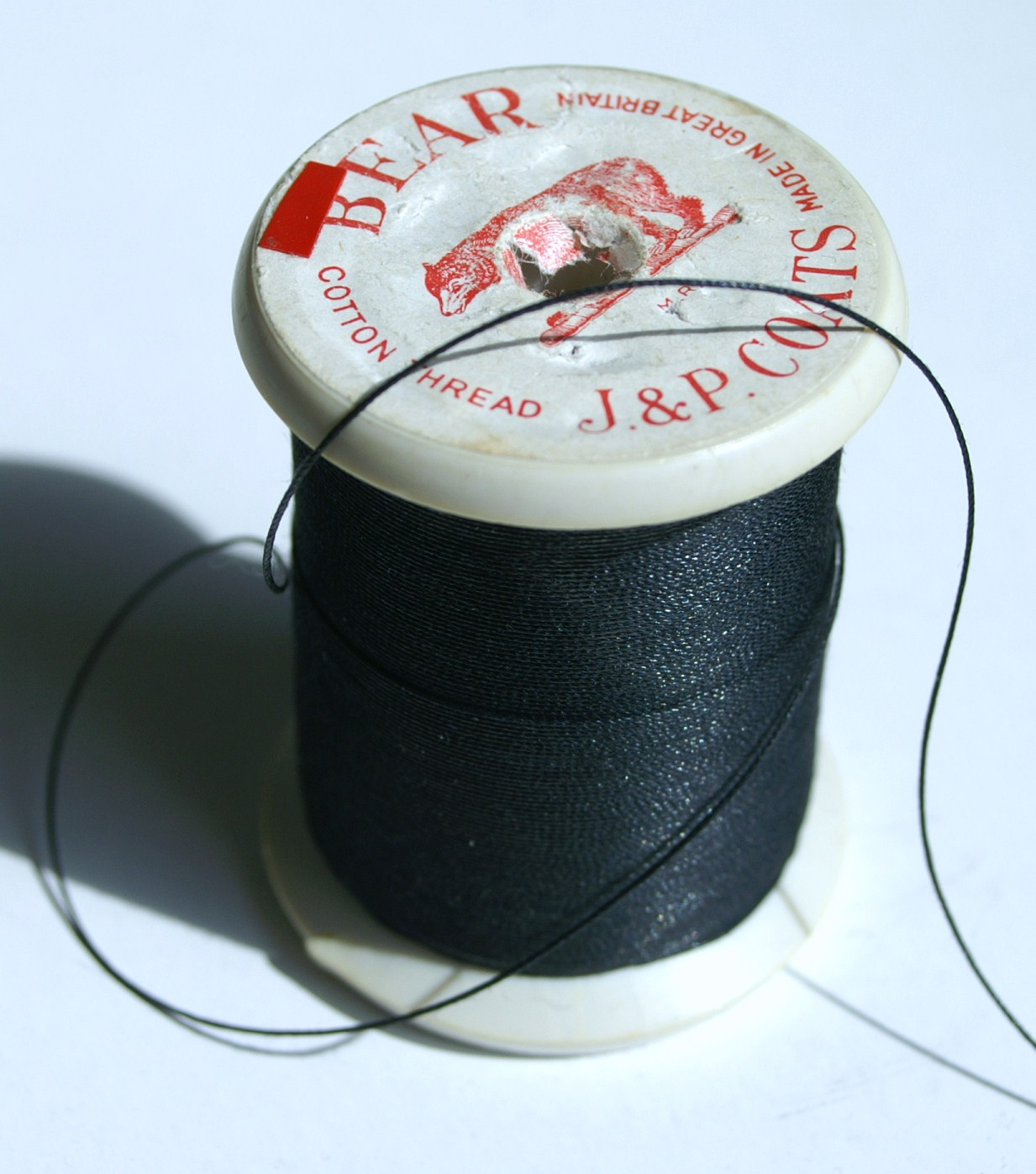
Björntråd.

Björntråd kallas en kraftig niotrådig, dubbeltvinnad bomullstråd och sytråd som använts vid sömnad. Den har fått sitt namn efter den björn som prydde den ursprungliga engelsktillverkade artikeln. Björntråd används för att ge starka sömmar i sammanhang då fogen mellan tygdetaljerna utsätts för stark påfrestning. Det kan förutom i vissa plagg för utomhusbruk även gälla sömnad av tältduk och liknande och som metrev.